# Абу'л-Гасан Алі
Абу'л-Гасан Алі ібн Саїд (араб. أبو الحسن علي بن سعد; д/н — 1485) — 21-й емір Гранадського емірату в 1464—1482 і 1483—1485 роках. У християн відомий як Мулай Хасан.

## Життєпис

### Молоді роки
Походив з династії Насрідів. Старший син Саїда ібн Алі, володаря Ронди. Дата народження невідома, проте у 1454 році він був досить дорослим, оскільки очолив посольство до кастильського короля Енріке IV щодо військової підтримки батька в боротьбі проти гранадського еміра Мухаммада XI. При цьому сам Абу'л-Гасан Алі залишився заручником.
Після сходження батька на трон стає одним з головних його помічників. З 1455 року брав участь у військових походах проти Кастилії. У 1462 році завдав поразки кастильському війську у битві біля Ель-Мадроньо. Втім це зупинило наступ Кастилії лише на нетривалий час. Того ж року внаслідок повстання клану Бану-Саррай було повалено еміра Саїда I, що втік до Альмерії. Але вже у грудні того ж року Абу'л-Гасан Алі повалив Юсуфа V, якого підтримував Бану-Саррай. В 1463 році воював проти цього клану. Невдовзі батько влаштовує шлюб Абу'л-Гасан Алі з Айшею аль-Хорр, удовою колишнього еміра Мухаммад XI. У серпні 1464 року в союзі з Бану-Саррай повалив батька, ставши еміром Гранади.

### Панування
Спочатку зберігав мирні стосунки з Кастилією, виконуючи обов'язки васала. Більше уваги приділяв внутрішнім справам. Втім не поновив клан Бану-Саррай на колишніх посадах, які ті сподівалися. Водночас на нього значний вплив набула наложниця Сорайя (колишня християнка Ізабель де Соліс).
1477 році, скориставшись Війною за кастильську спадщину, Абу'л-Гасан Алі відмовився сплачувати данину Кастилії, чим фактично оголосив про припинення залежності Гранадського емірату.
У 1481 році маркіз Родріго Понсе де Леон сплюндрував околиці Ронди. У відповідь гранадці захопили місто Саару, де вбили багатьох християн й захопили 120 полонених. У відповідь у 1482 році Кастилія і Арагон, що об'єдналися в династичну унію, розпочали війну проти Гранадського емірату. Вже в лютому гранадці втратили місто Альхаму, яке захопив Родріго Понсе де Леон. На початку березня емір спробував його відвоювати, проте марно. Проте в липні 1482 року вдалося відбити кастильський напад на важливу фортецю Лоха.
Ці невдачі призвели до невдоволення знаті, чим скористалися сини Абу'л-Гасан Алі від Айши аль-Хорр — Мухаммад і Юсуф, які підняли повстання. Проти еміра також виступив клану Бану-Саррай. Потім до бунтівників приєдналися, крім столиці,  Альмерія і Баса. У липні 1482 року Абу'л-Гасан Алі зі своїми прихильниками втік до Малаги, а потім Альмерії. Трон захопив його син Мухаммад XII.
У квітні 1483 року після поразки Мухаммада XII у битві біля Лусени, емір потрапив у полон. Цим скористався Абу'л-Гасан Алі, що повернув собі владу. Втім невдовзі у нього посилилися напади епілепсії, внаслідок чого він фактично перестав займатися державними справами. Цим скористалися кастильські війська, що протягом 1483 року захопили міста Утреру і Саару. Влітку 1484 року кастильські напади відновилися. 21 вересня ворог зайняв місто Сетеніл.
У травні 1485 року гранадські війська зазнали ще декількох поразок, втративши важливі міста Ронда і Марбелья. У відповідь наприкінці травня того ж року Абу'л-Гасан Алі був повалений братом Мухаммадом, відправлений до Альмуньєкару, де помер через кілька місяців.